# Cryptonychus gracilicornis
Cryptonychus gracilicornis es una especie de insecto coleóptero de la familia Chrysomelidae.
Fue descrita científicamente en 1899 por Kolbe.